# روس ماكلارين
روس ماكلارين (بالإنجليزية: Ross MacLaren)‏ (14 أبريل 1962 في المملكة المتحدة - ) هو لاعب كرة قدم بريطاني في مركز الوسط. لعب مع ديربي كاونتي وسويندون تاون وشروزبري تاون.

## وصلات خارجية
- روس ماكلارين على موقع قاعدة بيانات كرة القدم.إي يو (الإنجليزية)
- روس ماكلارين على موقع Soccerbase.com (لاعب) (الإنجليزية)
- روس ماكلارين على موقع عالم كرة القدم.نت (الإنجليزية)